# Chaetopleura benaventei
Chaetopleura benaventei är en blötdjursart som beskrevs av Plate 1899. Chaetopleura benaventei ingår i släktet Chaetopleura och familjen Ischnochitonidae. Inga underarter finns listade i Catalogue of Life.